# Мурговица
Мурговица је река у Србији у Општини Бабушница. Река извире у подножју планине Руј, дужине је 16 km, а улива се у реку Лужницу у селу Љуберађа у Лужничкој котлини. Мурговица пролази кроз села: Стрелац, Студена, Радињинци и Љуберађа. 

## Легенда
По причи мештана река је добила назив по томе што вода често има мутну браон „мургаву“ боју.
Разлог је тај што река протиче кроз земљиште богато глином и црвенкастом земљом тако да се после чак и слабих киша вода замути.